# لودویگ ارهارد
لودویگ ویلهلم ارهارد(به آلمانی: Ludwig Wilhelm Erhard) (زادهٔ ۴ فوریه ۱۸۹۷ – درگذشتهٔ ۵ مه ۱۹۷۷) سیاستمدار آلمانی وابسته به اتحادیه دموکرات مسیحی آلمان و صدر اعظم آلمان غربی میان سال‌های ۱۹۶۳ تا ۱۹۶۶ بود.
او نقش برجسته‌ای در بازیابی اقتصاد آلمان پس از جنگ دوم جهانی-که به معجزه اقتصادی آلمان نامور بود - داشت. وی در زمان صدارت کنراد آدناور وزارت اقتصاد کابینهٔ او را بر عهده داشت.

## نظریات
لودویگ ارهارد در کتابش تحت عنوان «رفاه برای همه» می‌گوید: «به نظر من همان‌گونه که داور در بازی فوتبال فقط نظارت می‌کند و حق بازی کردن ندارد، دولت نیز در اقتصاد فقط حق نظارت داشته و حقی در دخالت مستقیم در فعالیت‌های اقتصادی ندارد». بازی دارای قواعدی است که از پیش تعیین شده‌اند. به نظر لودویگ ارهارد، هدف سیاست اقتصادی عبارت است از نظم دادن به فعالیت‌های اقتصادی و تعیین قواعدی که برای انجام فعالیت‌های اقتصادی توسط فعالان اقتصادی، لازم و ضروری است.

## زندگی
وقتی کتاب لودویگ ارهارد در سال ۱۹۵۷ میلادی انتشار یافت، او مدتی بود که ستون‌های ایجاد «نظام اقتصاد اجتماعی بازار» را در آلمان پایه‌ریزی کرده بود. اقتصاد آلمان غربی که به جمهوری فدرال آلمان تغییر نام داده بود، در این سال در مقایسه با بعد از جنگ جهانی دوم‌، پیشرفت‌های قابل توجهی داشته و تولیدات صنعتی دو برابر شده بود. لودویگ ار‌هارد که از پیروان حزب دمو کرات مسیحی آلمان به حساب می‌آمد، انتشار کتاب خود را به یکی از شعار‌های تبلیغاتی حزب تبدیل کرده بود و از حزب سوسیال دموکرات که شعارهای سوسیالیستی می‌داد‌، جلو بود.حزب سوسیال دموکرات نیز در سال ۱۹۵۹ در شعار خود، برقراری اقتصاد بر نامه‌ای و متمرکز را کنار گذاشته و طرفدار اقتصاد اجتماعی بازار گردید.
کتاب «رفاه برای همه» با وجودگذشت مدت مدیدی از زمان انتشار آن‌، هنوز هم یکی از پرفروش‌ترین کتاب‌ها در آلمان محسوب می‌شود.
این کتاب که تاکنون به ۱۴ زبان زنده دنیا ترجمه شده، بیش از ۲۵۰۰۰۰ نسخه در بازار فروش داشته است. کتاب «رفاه برای همه» لودویگ ارهارد، اصول نظام اقتصاد اجتماعی بازار را که نظام اقتصادی حا کم در آلمان است، به تصویر کشیده است.
لودویگ ارهارد، اصول «اقتصاد اجتماعی بازار» را از استاد اقتصاد‌، «آلفرد مولر آرماک» گرفته است.
قبلا نیز اقتصاد دانانی از قبیل «والتر اویکن» و «فردریش اگوست فن‌هایک» بی‌تاثیر در ایجاد «نظام اقتصاد اجتماعی بازار» نبوده‌اند.
مهمترین اصل در «نظام اقتصادی بازار» به نظر لودویگ ارهارد‌، برقراری و نگهداری شرایط رقابت در بازار است. به نظر او «مشتری در بازار مثل شاه است» و «رفاه برای همه» و «رفاه از طریق رقابت» از یکدیگر غیر قابل تفکیک هستند. ارهارد اعتقاد دارد که حقوق آزادی و دموکراتیک باید همراه حقوق آزادی مصرف و آزادی تولید باشد.
کارتل‌ها به نظر ارهارد همیشه دشمن مصرف کننده هستند. ولذا برای جلوگیری از ایجاد کارتل‌ها، یکی از وظایف مهم دولت را برقراری رقابت در بازار و حفظ و نگهداری آن می‌داند. لودویگ ارهارد معتقد است که واحد‌های تولیدی در رابطه با تولیدات خود دارای مسوولیت هستند و دولت نیز مسوول اتخاذ سیاست‌های اقتصادی است.
آخرین چاپ کتاب رفاه برای همه در سال ۱۹۹۷ در آلمان انتشار یافته و در حال حاضر نیز کمیاب می‌باشد.
او در فورت زاده‌شد. در جنگ جهانی یکم در توپخانه خدمت کرد و در ۱۹۱۸ در نزدیکی ایپر به سختی زخمی شد. سپس به فراگیری علم اقتصاد پرداخت و ۱۹۲۵ پی‌اچ‌دی گرفت.
پس از جنگ جهانی دوم او مشاور اقتصادی ارتش آمریکا در بایرن شد. در ۱۹۴۹ از بادن-وورتمبرگ شرکت کرد و به مجلس راه یافت و سرانجام وزیر اقتصاد کابینهٔ کنراد آدناور شد.
او در ۵ مه ۱۹۷۷ در سن ۸۰ سالگی در بن درگذشت.

## صدارت
پس از استعفای آدناوئر در سال ۱۹۶۳، در ۱۹ اکتبر ارهارد با ۲۷۹ رای موافق در برابر ۱۸۰ رای مخالف در بوندستاگ صدراعظم آلمان شد. پس از انتخابات ۱۹۶۵ نیز صدارت را حفظ کرد. ارهارد از سال ۱۹۶۶ تا ۱۹۶۷، با وجود اینکه هیچگاه عضو حزب نبود و فشارهای آدناوئر هم باعث نشده بود به طور رسمی برای عضویت حزب درخواست دهد، به طور غیر رسمی رهبری اتحادیۀ دموکرات مسیحی را بر عهده داشت. دلیل اصلی مقاومت او برای این بی‌میلی روشن نیست، اما احتمالا این مقاومت از شکاکیت کلی او نسبت به سیاست حزبی سرچشمه می‌گرفت. با این وجود با ارهارد همانند یک عضو باسابقۀ حزب رفتار می‌شد و در آلمان در آن زمان همه، از جمله اکثریت اعضای اتحادیه، به او به عنوان رئیس حزب می‌نگریستند. این حقیقت که ارهارد از اعضای اتحادیه نبود را تنها بخش کوچکی از رهبران حزب می‌دانستند و تا پیش از سال ۲۰۰۷ این مسئله از دید عموم مخفی مانده بود.